# Sunday Bada
Sunday Bada (ur. 22 czerwca 1969 w  Kadunie, zm. 12 grudnia 2011 w Lagos) – nigeryjski lekkoatleta, sprinter. Trzykrotny olimpijczyk (1992, 1996, 2000), w tym mistrz olimpijski z Sydney.

## Sukcesy
- liczne medale zdobyte podczas Igrzysk afrykańskich (1991, 1995, 1999) oraz Mistrzostw Afryki w Lekkoatletyce (1990)[2]
- 1. miejsce w Pucharze świata (Bieg na 400 m, Hawana 1992)
- srebrny medal Halowych Mistrzostw Świata w Lekkoatletyce (Bieg na 400 m, Toronto 1993)
- 5. miejsce na Mistrzostwach Świata w Lekkoatletyce (Bieg na 400 m, Stuttgart 1993)
- brąz Igrzysk Wspólnoty Narodów (Bieg na 400 m, Victoria 1994)
- srebrny medal Halowych Mistrzostw Świata w Lekkoatletyce (Bieg na 400 m, Barcelona 1995)
- brąz Mistrzostw Świata w Lekkoatletyce (Sztafeta 4 x 400 m, Göteborg 1995)
- złoty medal Halowych Mistrzostw Świata w Lekkoatletyce (Bieg na 400 m, Paryż 1997)
- złoto[a] Igrzysk olimpijskich (Sztafeta 4 x 400 m, Sydney 2000); wynik osiągnięty podczas tej imprezy (2:58,68) do 2021 roku był rekordem Afryki

## Rekordy życiowe
- bieg na 200 m – 20,28 (1995)
- Bieg na 300 m – 32,66 (1992)
- Bieg na 400 m – 44,63 (1993)
- Bieg na 400 m (hala) – 45,51 (1997) były rekord Afryki, rekord Nigerii